# Стіна Конраді

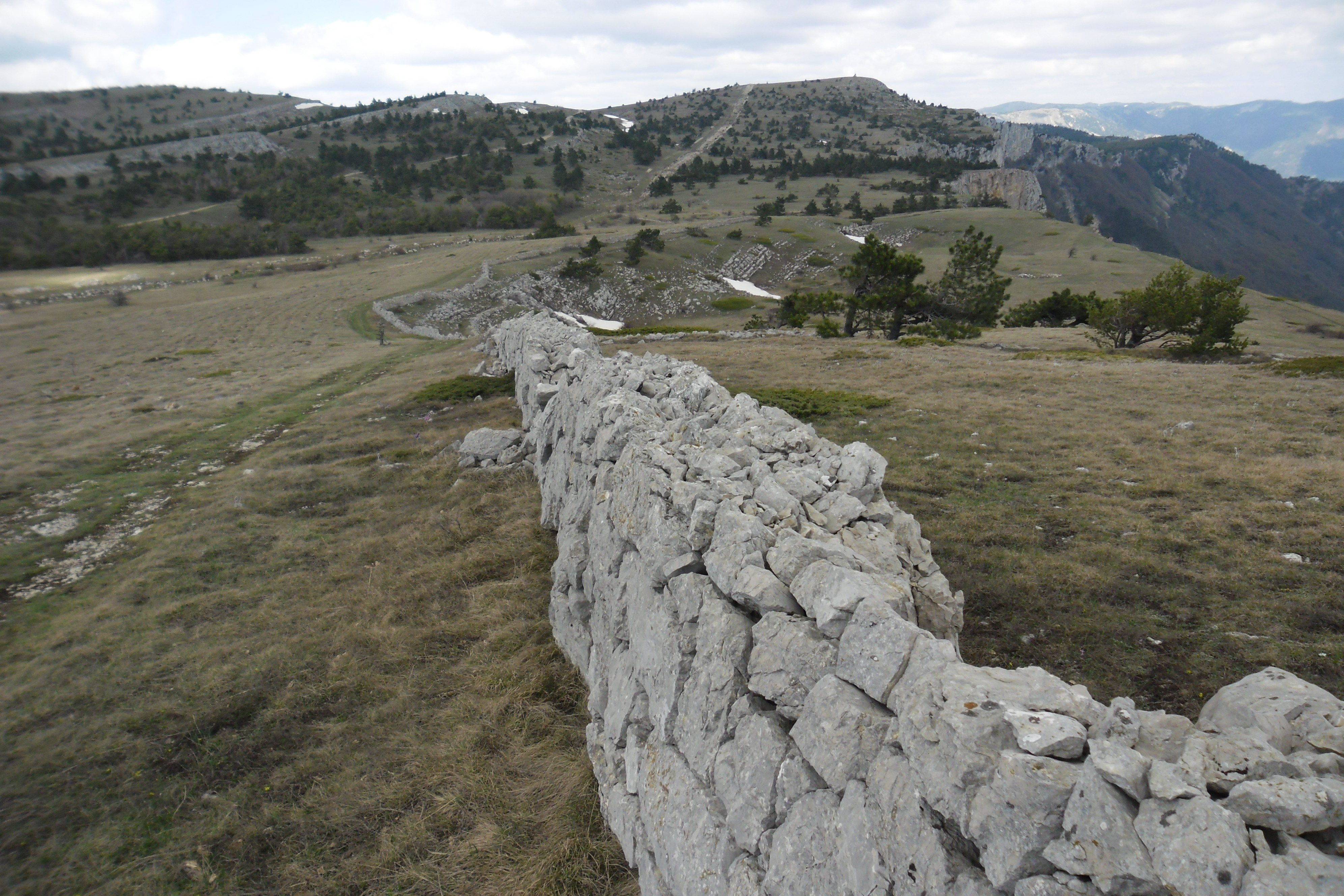
Стіна Конраді. Ялтинська яйла.

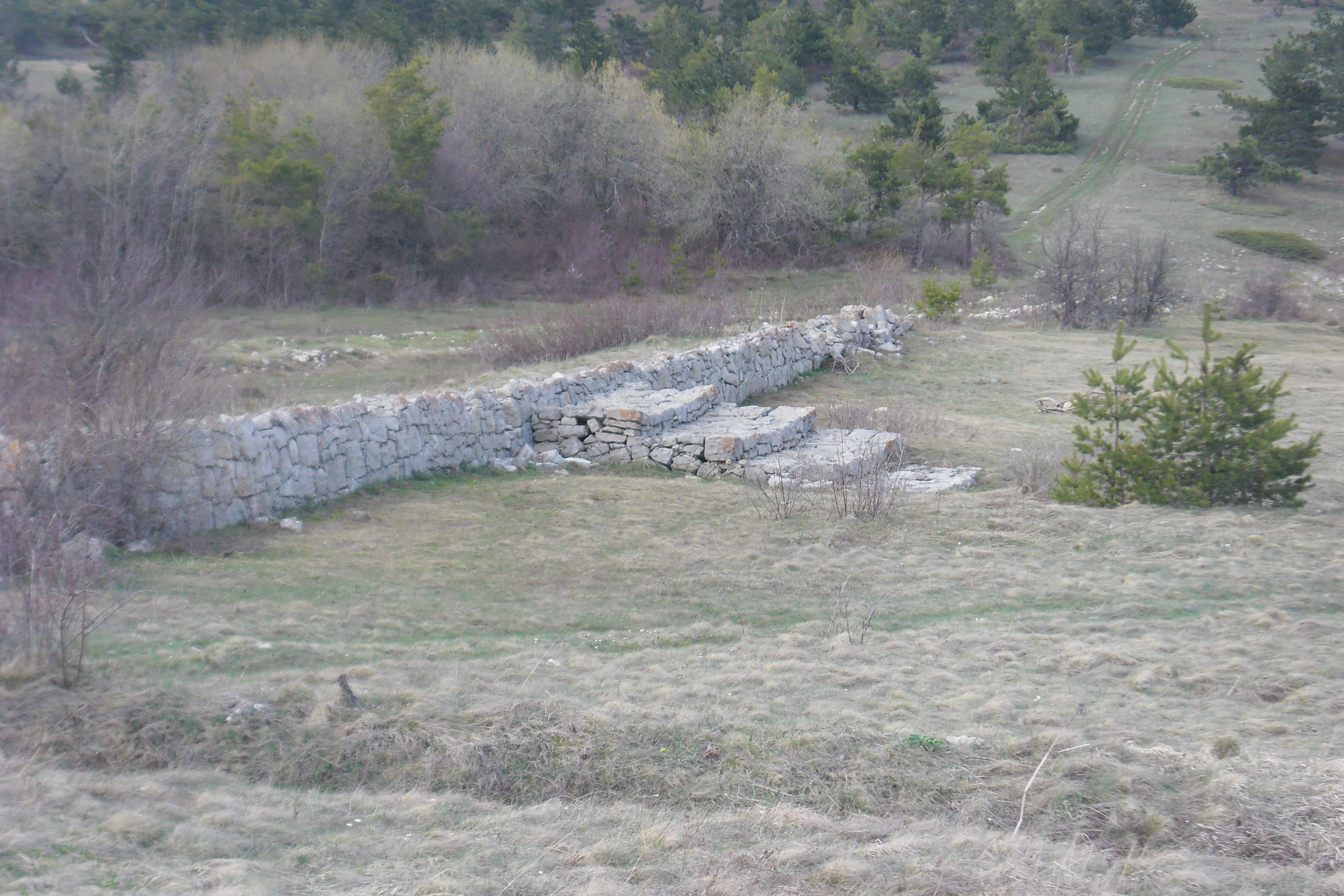
Укріплення стіни в тальвегу (лінії стоку води).

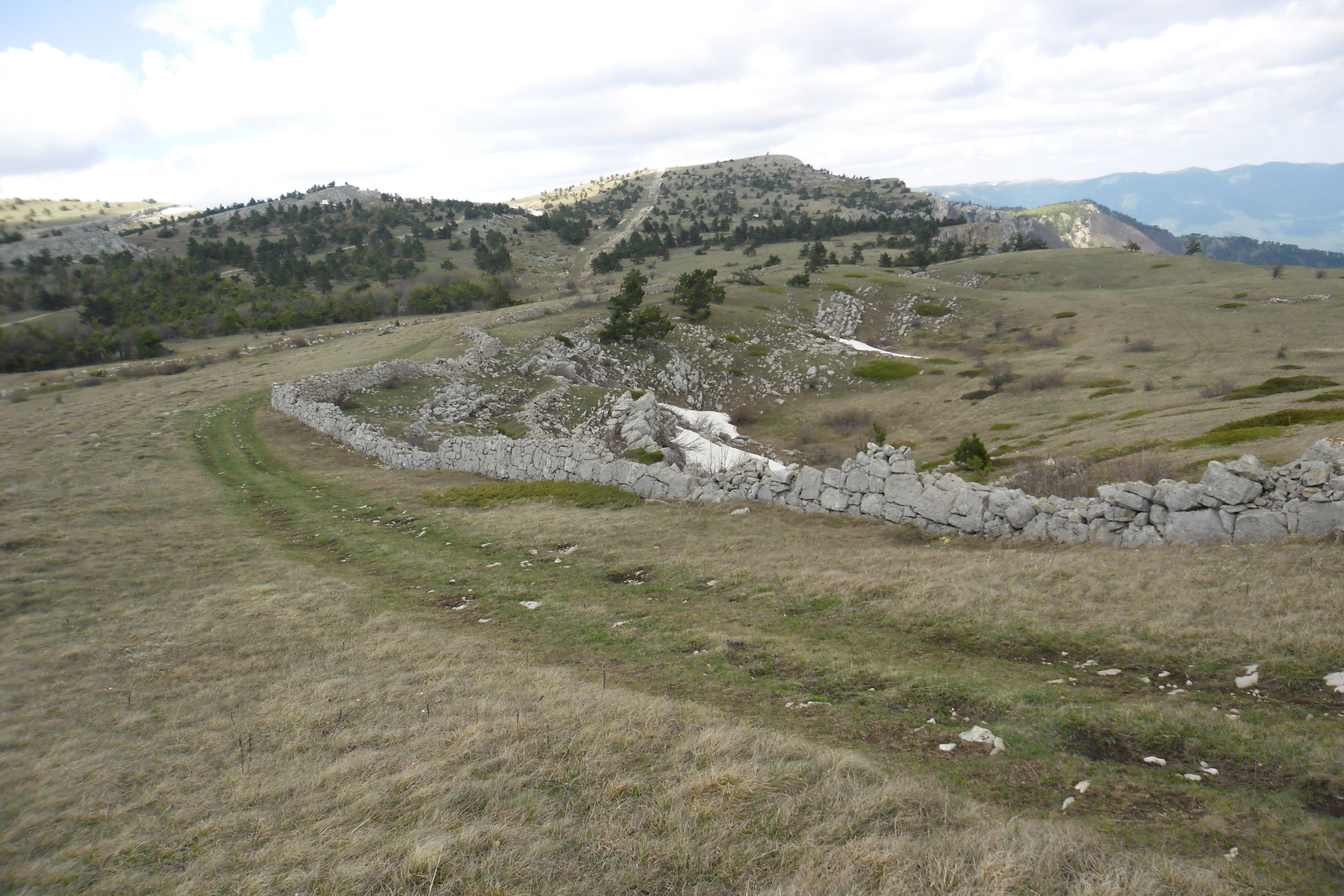
Стіна Конраді (фрагмент). Ялтинська яйла.

Стіна Конраді — кам'яна стіна в Криму, що простягнулася на кілометри відразу через дві яйли — Ялтинську і Ай-Петринську. Снігозатримувальна споруда збудована перпендикулярно напрямку переважних вітрів на яйлі.

## Історія створення
У 1867 році в Крим була спрямована цільова експедиція з обводнення Криму. До її складу входили інженери А. В. Кондрад, І. К. Сікорський, К. Д. Кельтсер, гідрологи Н. В. Рухля, Д. І. Кочерін, географ А. А. Крубер, гідрогеолог Н. А. Головкинський, ґрунтознавець Н. Н. Клепінін, ботанік Е. В. Вульф, біолог І. І. Пузанов.
Н. В. Рухля в 1915 році пише стосовно рекомендацій цієї експедиції: «одні її поради не були виконані через брак коштів, тоді як витрати передбачалися дуже великі, а інші які і були здійснені, не увінчалися успіхом».
Одна з рекомендацій експедиції — збудувати на яйлі снігозатримувальну стіну. Кошти на спорудження стіни і залісення яйли збиралися у ялтинців. Частково фінансування йшло з губернії. Спосіб кладки: споруджувалися дві панцирні стіни, простір між якими забутовувався каменем і землею, для кладки стінок використовувалася полігональна підгонка каменю. У місцях, де стіна перегороджувала яр, в тальвегу споруджували контрфорс для посилення основної стіни в місці найбільшого гідротиску. Один з таких елементів показано на світлині.
Система снігозатримання, крім стіни, включала також канави з відстанню між ними до 50 м, а також лісосмугу висаджену уздовж стіни. На початковому етапі стіна мала захищати молоді деревця від шквального вітру. Валики і посадки дерев можна бачити на багатьох ділянках схилів.
Терасування і будівництво стіни велися в 1908—1910 роках.
Разом з тим, ефективність цієї споруди сумнівна, оскільки вона не враховує розвинутий тут карст.